# Mihalik Viktor
Mihalik Viktor (Miskolc, 1973. április 18. –) a Bikini együttes dobosa.

## Korábbi zenekarai
- Eső[1]
- Funk Off
- Love
- Tramps[2]
- Groovehouse
- Sonia
- Ten Years Stretch
- Mr. Pityinger "DopeMan" László